# 松澤隆司
松澤 隆司（まつざわ たかし、1940年10月19日 - 2017年8月11日）は、鹿児島県鹿児島市出身のサッカー指導者。鹿児島実業高等学校サッカー部総監督。鹿児島県サッカー協会副理事長、九州サッカー協会常任理事、全日本ユース選手権大会実施委員。 

## 略歴
市立甲南中学校時代にサッカーを始める。鹿児島市立鹿児島商業高等学校2年次の1958年に高校選手権に出場したが、2回戦で静岡県立藤枝東高等学校に敗れた。卒業後は一般企業に就職するが、知人の勧めもあり無線通信士を目指す様になった。上級資格試験まであと一歩の時に、鹿児島実業高校の教員に採用。当初は国家試験までの半年間の約束であったが、サッカー部の顧問も同時に引き受け、九州大会予選で優勝したことから本格的にサッカー指導者の道へ進む事になった。
1966年に正式に監督に就任。1978年に同校を高校選手権初出場に導くと、OB会からマイクロバスが寄贈される。当時長崎県立島原商業高等学校監督であった小嶺忠敏に倣いマイクロバスを使って全国各地へ遠征を繰り返し、強豪校との対戦で実力を磨いた。そして1980年代中盤には全国有数の強豪校として知られる様になり、1990年の第69回選手権大会で準優勝、1995年の第74回選手権大会で初優勝（静岡学園高等学校との両校優勝）を成し遂げた。2000年度限りで教員として定年を迎えたことから総監督に退いたが、その後も精力的に指導に当たっていた（選手権出場時に、大会公式サイトやガイドブック「報知高校サッカー」では「監督」扱いにされていることが多い）。2011年、総監督を退任。
2017年8月11日、多臓器不全のため、鹿児島市内の病院で死去。76歳没。

## 成績と評価
1966年の就任以降、40年以上鹿児島実業を率いて選手権での優勝2回、三大タイトルの合計では3回優勝している。県内では名将として扱われており鹿児島県から県民栄誉賞を授与されている。

## サッカー部の主な実績
- 全国高等学校サッカー選手権大会
  - 優勝2回（1995年、2004年）
  - 準優勝3回（1990年、1999年、2005年）
- 全国高等学校総合体育大会サッカー競技大会
  - 準優勝1回（1993年）
- 高円宮杯全日本ユースサッカー選手権 (U-18)大会
  - 優勝1回（1996年）
  - 準優勝1回（1993年）